# Gilles Lades
Gilles Lades, né le 1er août 1949  à Figeac, est un poète et écrivain français.

## Biographie
Gilles Lades passe son enfance et son adolescence à Castelsarrasin (Tarn-et-Garonne), sans rompre le lien avec ses origines lotoises. Sur fond de nostalgie, il s'y est forgé un attachement particulier pour les paysages du Quercy, désormais intériorisés. Il effectue des études de Lettres Supérieures à Toulouse, puis de Lettres Classiques à l'Université de cette même ville. Il sera successivement professeur de Lettres en Moselle, à Orléans, puis dans le Lot à partir du début des années 1980. Ses premiers poèmes reçoivent les encouragements de Jean Malrieu et de Joseph Delteil. Malgré un premier recueil (Lames de fond, Millas-Martin, 1977) et une pièce de théâtre (Tout autour du silence, 1978), sa quête se poursuit dans la solitude, jusqu'en 1983 où il rejoint la revue Encres Vives, dirigée par Michel Cosem. Il a beaucoup voyagé en Europe, notamment en Italie, à la recherche des sites et des lieux, mais aussi du génie de chaque culture (Carnets d'Europe). Il a participé aux activités de l'association Escalasud (colloque des poètes du Sud). Membre des comités de rédaction des revues Encres Vives et Friches, il cultive une approche critique à travers la rédaction de notes de lecture et d'études sur ses contemporains.

## Son œuvre
Le lyrisme initial (Lames de fond), vécu comme une libération, s'est infléchi vers le témoignage de la précarité existentielle et l'exercice d'une certaine radicalité de l'expérience intérieure (Personne perdue, Le Trait cassé, Lente lumière). Néanmoins, le dépouillement et la tension de certains recueils alternent avec la célébration des beautés de la nature et du monde (Val Paradis, Cœurs du Célé, Portails de Charentes). Depuis les années 1990, son œuvre poétique se double d'ouvrages de prose : d'une part, des récits articulés autour du thème de la destinée, et d'autre part des études de sites et de paysages, des carnets de route, où convergent observation, contemplation, intime adhésion au lieu.

## Prix littéraires
- Prix Froissart 1987 pour Les Bastions bleus.
- Prix Antonin-Artaud 1994 pour Les Forges d'Abel.

## Publications

### Poésie
- Lames de fond, Paris, Les paragraphes littéraires de Paris, 1978, 69 p. (BNF 34629083)
- Pierre à dire, Colomiers, France, Éditions Encres vives, 1983, 24 P.
- Ravins étoilés, Paris, Éditions Guy Chambelland, 1986, 60 p.
- Vers la source murée, Colomiers, France, Éditions Encres vives, 1986, 12 p.
- Les Bastions bleus, Valenciennes, France, Éditions Famars, coll. « Cahiers Froissart », 1987, 31 p. (BNF 34975320)
- Saisons l’éternel présent, Genève, Suisse, Éditions Traces, 1990, 40 p.
- Au cœur le hameau, La Ferté-Milon, France, Les éditions de l’Arbre, 1990, 32 p. (BNF 35078014)
- Le Chemin contremont, Poitiers, France, Éditions Hautécriture, coll. « Un peu penchée », 1990, 70 p.  (ISBN 2-905937-12-2)
- Au plus près, Colomiers, France, Éditions Encres vives, 1990
- Fonderie, Saint-Yrieix-la-Perche, France, Cahiers de poésie verte, coll. « Trobar », 1991, 50 p.
- Portraits sans noms tableaux, Mortemart, France, Éditions Rougerie, 1992, 20 p.
- Carnets d’Europe, Colomiers, France, Éditions Encres vives, coll. « Lieu », 1992
- Reprises, Orvault, France, Éditions À Contre Silence, 1992
- Journalier du sans repos, Genève, Suisse, Éditions Traces, 1993, 21 p.
- Les Forges d'Abel, Charlieu, France, La Bartavelle Éditeur, coll. « Parler bas », 1993, 98 p. (BNF 35660435)
- De vives gravures, Aguessac, France, Éditions Clapàs, coll. « Franche lippée », 1993, 7 p. (BNF 36200806)
- Le Causse et la Rivière , Jégun, France, Éditions L’Arrière-Pays, 1994, 45 p.  (ISBN 2-910779-00-9)
- Le Balayeur, Amay, Belgique, Les éditions l’Arbre à Paroles, 1994, 11 p.
- Le Trait cassé, Charlieu, France, La Bartavelle Éditeur, coll. « Le Manteau du berger », 1996, 68 p.  (ISBN 2-87744-371-X)
- Serres sur Garonne, Colomiers, France, Éditions Encres vives, coll. « Lieu », 1996
- Poèmes égarés, ill. de Michel-François Lavaur, Aguessac, France, Éditions Clapàs, coll. « Tiré à part », 1996, 11 p. (BNF 37166104)
- La Moitié du symbole, Mortemart, France, Éditions Rougerie, 1997, 76 p.  (ISBN 2-85668-010-0)
- Cœurs du Célé, Colomiers, France, Éditions Encres vives, coll. « Lieu », 1997, 16 p. (BNF 36199173)
- Le Pays scellé, Bagnères-de-Bigorre, France, Éditions Cadratins, 1998, 64 p.  (ISBN 2-910451-05-4)
- Val paradis, Saint-Yrieix-la-Perche, France, Cahiers de poésie verte, coll. « Trobar », 1999, 70 p.  (ISBN 2-905422-29-7)
- Visages pour mémoire, Colomiers, France, Éditions Encres vives, coll. « Encres blanches », 2001  (ISBN 978-2-910779-52-8)
- Notes d'abandon, Colomiers, France, Éditions Encres vives, coll. « Encres blanches », 2001, 12 p. (BNF 38926026)
- Lente lumière, illustrations de Patrick Lanneau, Coaraze, France, Éditions Amourier, 2002, 58 p.  (ISBN 2-911718-72-0)
- De poussière et d’attente, Jégun, France, Éditions L’Arrière-Pays, 2002, 53 p.
- Solstice de décembre, Fajoles, France, Éditions Le Nœud Des Miroirs, 2003, 17 p. (BNF 39905072)
- Pierre à dire, Colomiers, France, Éditions Encres vives, coll. « Encres blanches », 2003, 16 p. (BNF 39934926)
- Ubaye aux confins du bleu, Colomiers, France, Éditions Encres vives, coll. « Lieu », 2003, 12 p. (BNF 40962479)
- Dans le silence du tableau, Bergerac, France, Les Amis de la Poésie, coll. « Le poémier de plein vent », 2004, 43 p. (BNF 0931195p)
- Mémoire des limbes, Châteauroux-les-Alpes, France, Éditions Gros Textes, 2004
- Le Temps désuni, La Chevallerais, France, Sac à mots édition, 2005, 62 p.  (ISBN 2-915299-09-9)
- Soleil porte du monde, Colomiers, France, Éditions Encres vives, coll. « Encres blanches », 2005
- Front de taille, Colomiers, France, Éditions Encres vives, coll. « Encres blanches », 2006, 16 p. (BNF 40245687)
- Personne perdue, Châteauroux-les-Alpes, France, Éditions Gros Textes, 2007, 89 p.  (ISBN 2-35082-052-1)
- Vue seconde, Colomiers, France, Éditions Encres vives, coll. « Encres blanches », 2008, 16 p. (BNF 41430863)
- Le Passage et le Songe, Bergerac, France, Les Amis de la Poésie, coll. « Le poémier de plein vent », 2008, 20 p.
- Portails de Charentes, Saintes, France, Éditions de l’Atlantique, coll. « Phoïbos », 2010, 47 p.  (ISBN 978-2-35845-024-9)
- Témoins de fortune, Jégun, France, Éditions L’Arrière-Pays, 2010, 45 p.  (ISBN 978-2-910779-52-8)
- Graines & fleurs, peintures de Nathalie Pouillault-Boyaval, Saint Junien, France, Éditions Apeiron, coll. « Double je », 2013, 39 p.  (ISBN 978-2-919440-22-1)
- Une source au bout des pas, Laon, France, Éditions La Porte, coll. « Poésie en voyage », 2014, 16 p. (BNF 43765684)

### Prose et paysage
- Rocamadour : le sanctuaire et le gouffre. Vayrac : Tertium, coll. «  Pays d'encre. Littérature », 2006, 123 p.  (ISBN 2-916132-01-5)
- Les Vergers de la vicomté, peintures de Gilles Sacksick. Vayrac : Éditions Tertium, 2010, 160 p.  (ISBN 978-2-916132-28-0)
- Quercy de ciel de roche et d'eau, avec des photographies de Guy Kunz-Jacques, préface de Pierre Bergounioux. Vayrac : Éditions Tertium, 2015, 313 p. (ISBN 978-2-36848-248-3)

### Récits
- Dans le chemin de buis, Cambes, France, Éditions du Laquet, coll. « Terre d’encre », 1998, 92 p.  (ISBN 2-910333-65-5)
- Sept solitudes, Cambes, France, Éditions du Laquet, 2000, 125 p.  (ISBN 2-84523-008-7)
- Dans le chemin de buis, Colomiers, France, Éditions Encres Vives, coll. « Encres blanches », 2007  (ISBN 978-2-916132-16-7)
- La pièce du bas, Fourmagnac, Editions L'Étoile des limites, coll. "Le lieu et la formule", 2018  (ISBN 978-2-905573-17-9)

### Théâtre
- Tout autour du silence, Paris, Éditions Caractères, 1977, 51 p. (BNF 34604529)

### Anthologie
- Anthologie des poètes du Quercy, édit. scientifique, Cambes, France, Éditions du Laquet, coll. « Terre d’encre », 2001, 92 p.  (ISBN 2-84523-035-4)